# مارك كارول
مارك كارول (بالإسبانية: Marc Carol)‏ هو سائق سباق إسباني، ولد في 14 فبراير 1985.

## روابط خارجية
- مارك كارول على موقع DriverDB.com (الإنجليزية)